# 斑馬峰
斑馬峰（英語：Zebra Peak）是南極洲的山峰，位於麥克羅伯特森地，處於薩默斯峰東北面2.4公里，屬於斯蒂尼爾冰原島峰的一部分，以地質學家命名，現時由南極條約體系管理。